# Campeonato Goiano 2006
In 2006 werd het 63ste Campeonato Goiano gespeeld voor voetbalclubs uit Braziliaanse staat Goiás. De competitie werd georganiseerd door de FGF en werd gespeeld van 8 januari tot 9 april. Goiás werd kampioen.

## Eerste fase

### Groep A
| Plaats | Club            | Wed. | W | G | V  | Saldo | Ptn. |
| ------ | --------------- | ---- | - | - | -- | ----- | ---- |
| 1.     | Vila Nova       | 17   | 8 | 4 | 5  | 23:20 | 28   |
| 2.     | Anapolina       | 17   | 8 | 4 | 5  | 23:22 | 28   |
| 3.     | Mineiros        | 17   | 7 | 4 | 6  | 32:26 | 25   |
| 4.     | Itumbiara       | 17   | 6 | 2 | 9  | 24:31 | 20   |
| 5.     | Rioverdense     | 17   | 5 | 4 | 8  | 19:30 | 19   |
| 6.     | Grêmio Anápolis | 17   | 4 | 3 | 10 | 28:34 | 15   |

|  | Geplaatst voor tweede fase |
|  | Degradatie                 |

### Groep B
| Plaats | Club                | Wed. | W  | G | V  | Saldo | Ptn. |
| ------ | ------------------- | ---- | -- | - | -- | ----- | ---- |
| 1.     | Atlético Goianiense | 17   | 11 | 3 | 3  | 44:17 | 36   |
| 2.     | Goiás               | 17   | 8  | 4 | 5  | 29:21 | 28   |
| 3.     | Jataiense           | 17   | 7  | 6 | 4  | 21:18 | 27   |
| 4.     | Aparecidense        | 17   | 6  | 5 | 6  | 27:25 | 23   |
| 5.     | CRAC                | 17   | 5  | 6 | 6  | 22:25 | 21   |
| 6.     | Goiatuba            | 17   | 3  | 3 | 11 | 24:42 | 12   |

|  | Geplaatst voor tweede fase |
|  | Degradatie                 |

## Tweede fase
|  | Halve finale        | Halve finale        | Halve finale |   |       | Finale | Finale | Finale |
|  |                     |                     |              |   |       |        |        |        |
|  | Goiás               | 2                   | 0            |   |       |        |        |        |
|  | Vila Nova           | 1                   | 0            |   |       |        |        |        |
|  | Vila Nova           | 1                   | 0            |   | Goiás | 0      | 1      |        |
|  |                     |                     |              |   | Goiás | 0      | 1      |        |
|  |                     | Atlético Goianiense | 0            | 0 |       |        |        |        |
|  | Anapolina           | Atlético Goianiense | 0            | 0 | 3     | 1      |        |        |
|  | Anapolina           |                     |              |   | 3     | 1      |        |        |
|  | Atlético Goianiense | 1                   | 5            |   |       |        |        |        |

### Kampioen
| Campeonato Goiano de 2006  |
| Goiás                      |
| -------------------------- |
| GOIÁS Kampioen (21° titel) |